# Barringtonia edulis

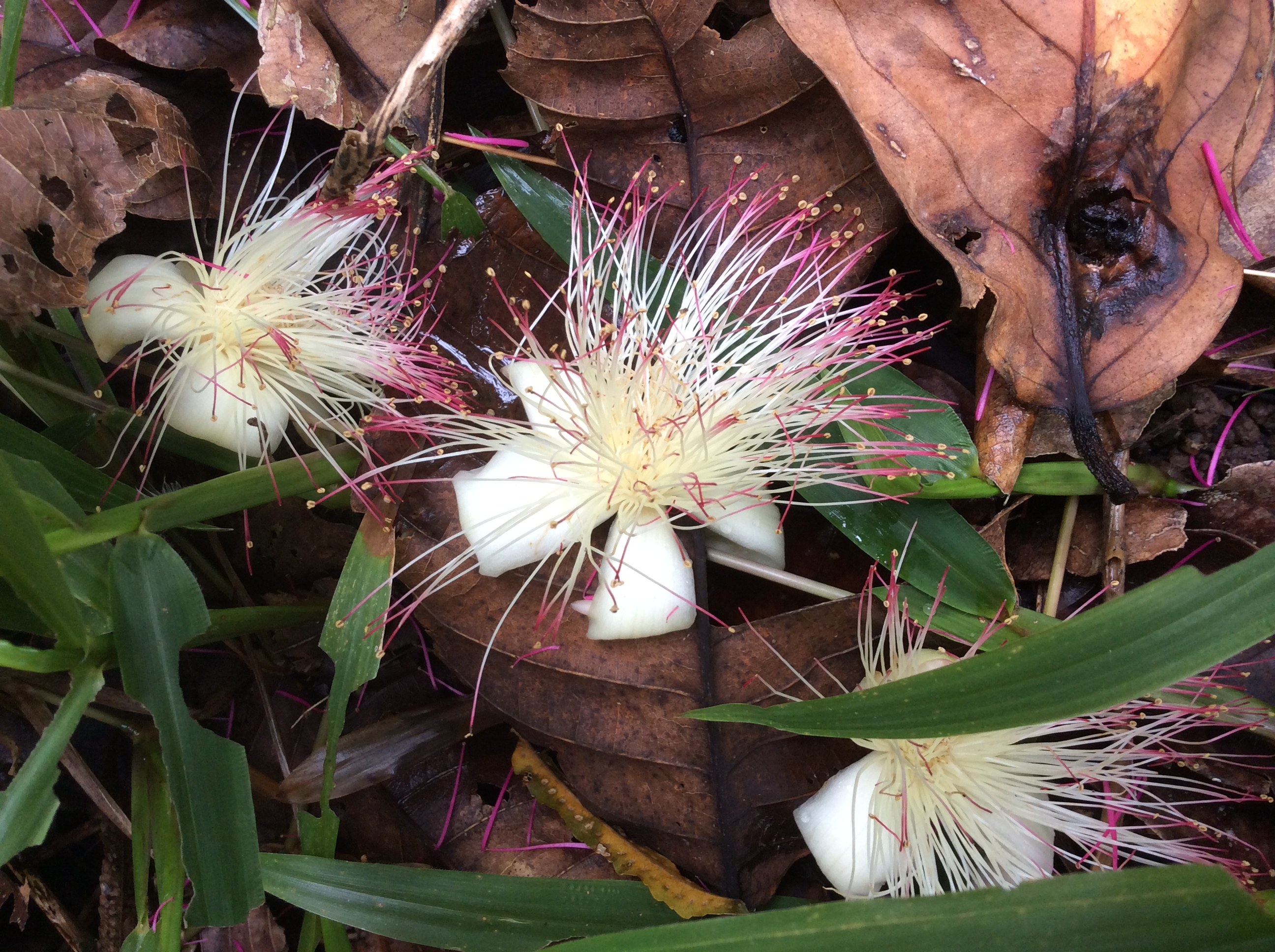
Blüten

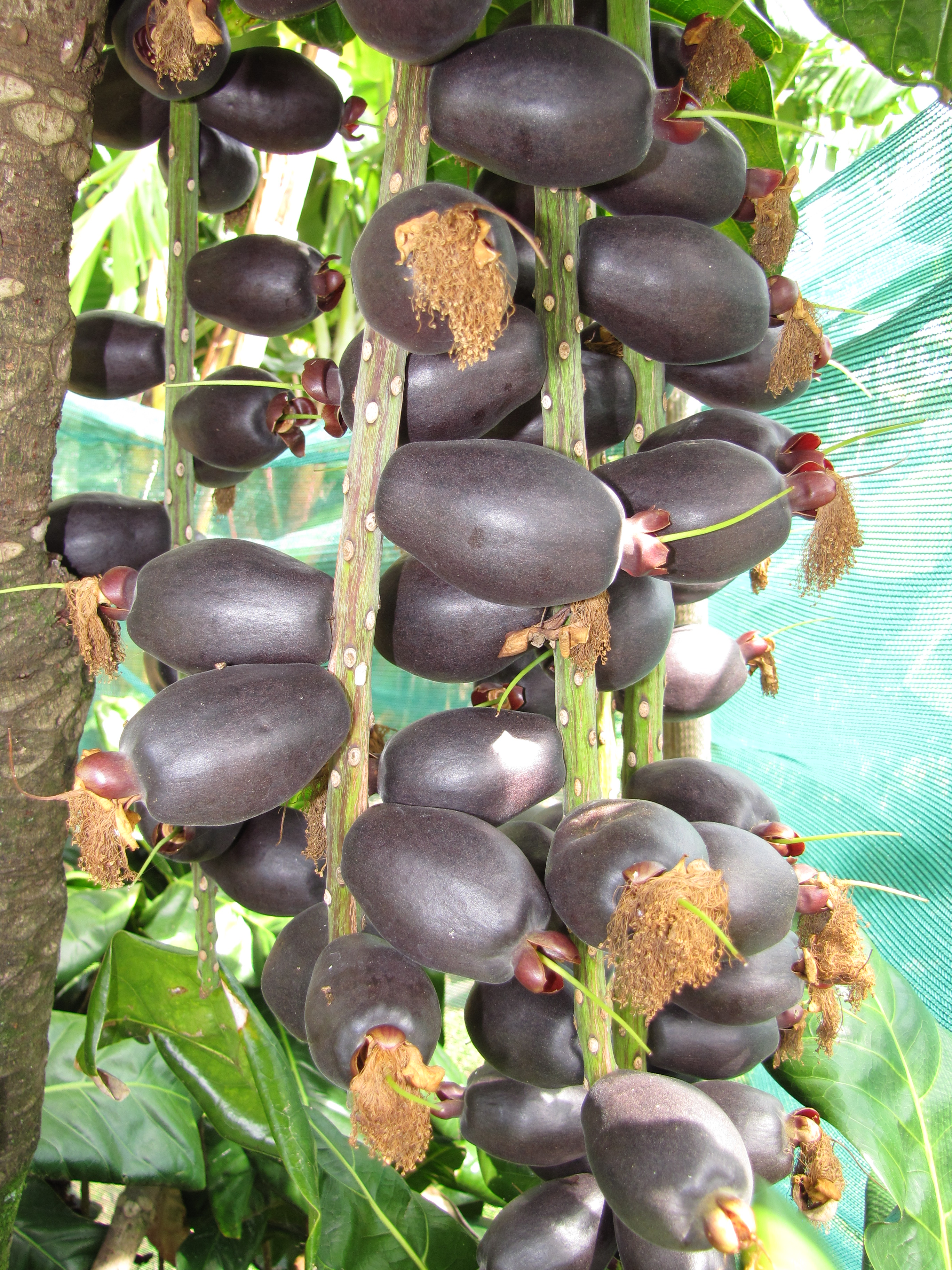
Fruchtstand

Barringtonia edulis ist eine Pflanzenart aus der Familie der Topffruchtbaumgewächse (Lecythidaceae) aus Fidschi, den Salomonen, dem Bismarck-Archipel und Vanuatu bis nach Neuguinea.

## Beschreibung
Barringtonia edulis wächst als immergrüner Baum bis zu 15 Meter hoch.
Die einfachen und kurz gestielten, langen Laubblätter sind schraubig an den Zweigenden gruppiert. Der kurze Blattstiel ist bis 3 Zentimeter lang. Die meist ganzrandigen, spitzen bis zugespitzten, kahlen und leicht ledrigen, verkehrt-eiförmigen Blätter mit keilförmiger Basis sind 25–52 Zentimeter lang. Die kleinen Nebenblätter sind abfallend. Die Nervatur ist gefiedert und die Seitenadern laufen intramarginal zusammen.
Es werden sehr lange, end- oder astständige, ramiflore, hängende, traubige und vielblütige Blütenstände mit dicker Rhachis gebildet. Die Blütenstände sind 65 bis 180 Zentimeter lang. Die zwittrigen und kurz gestielten Blüten besitzen eine doppelte Blütenhülle. Der verwachsene Kelch, an einem kleinen Blütenbecher, besitzt anfänglich nur eine kleine Pore an der Spitze oft reißt er dann mit 2–4 kleinen, etwa 1 Zentimeter langen, rötlichen Lappen auf. Die 4 ausladenden bis zurückgelegten, elliptischen bis 3,5 Zentimeter langen Kronblätter sind weiß. Es sind viele lange und weiß-rötliche Staubblätter in 5–8 Kreisen und im innersten Kreis Staminodien vorhanden. Sie sind jeweils an der Basis kurz verwachsen. Der mehrkammerige Fruchtknoten mit einem sehr langen, schlanken Griffel mit kleiner, kopfiger Narbe ist unterständig. Es ist ein dünner Diskus vorhanden.
Es werden holzige, dickschalige, etwa 5–9 Zentimeter lange und verkehrt-eiförmige bis ellipsoide, glatte, meist kahle, violett-braune, meist einsamige Früchte, Steinfrüchte (Scheinfrucht) mit den vogelschnabeligen Kelchblättern und dem Griffel an der Spitze gebildet. Der leicht rippige Samen ist bis 3 Zentimeter lang.

## Verwendung
Die Samen sind roh, gekocht und geröstet essbar. Die geschälten Früchte werden auch geräuchert um sie länger haltbar zu machen. Die faserigen Früchte sind ohne Geschmack und werden nicht gegessen. Ähnlich sind jene von Barringtonia procera und Barringtonia novae-hiberniae.
Das Holz ist leicht, es wird z. B. für Paddel oder anderes verwendet.